# Gudo
Gudo (in dialetto ticinese Güd) è un quartiere di 919 abitanti della città svizzera di Bellinzona, sito nel Canton Ticino.

## Geografia fisica e storica
L’abitato di Gudo, il quartiere più a sud-ovest del nuovo Comune di Bellinzona, si sviluppa in prevalenza sul versante destro della valle, salvo un paio di arterie residenziali che si diramano oltre la via Cantonale, nel pieno fondovalle. La rimanenza del territorio è costituita da un importante patrimonio paesaggistico: pendii collinari vignati e versanti montuosi a nord, mentre a sud un'ampia fascia agricola precede il futuro Parco fluviale Saleggi-Boschetti. Il nucleo storico, del quale sono rimaste solo esigue edificazioni rurali sparse, è stato quasi interamente sostituito da nuove costruzioni, mentre via Cantonale, dove si trovano alcune attività commerciali, è l’asse stradale.
Sulla sponda sinistra del fiume Ticino sono presenti ampie aree agricole, poste all'interno del Parco del Piano di Magadino.  La necropoli leponzia di Gudo, scoperta nel 1909 durante i lavori di arginatura del fiume Ticino, fu una fra le maggiori scoperte archeologiche del Cantone. Il sito fu utilizzato dal VI al II sec. a.C. con preesistenze dell’epoca del Bronzo. La necropoli era composta di 306 tombe d’epoca golasecchiana e lateniana, muri di terrazzamento, strade, probabili altari e roghi. Nell’area sono stati recuperati più di 1500 reperti che ci danno l’immagine di una popolazione dedita al controllo delle vie di commercio e alle attività artigianali e agropastorali.   Nel 2016, sul pianoro del cono di deiezione formato dal riale Progero, poco lontano dal corso del fiume Ticino, lo scavo per la costruzione di una nuova abitazione ha riconsegnato tracce di insediamento da riferire alle età del Bronzo e del Ferro.
Nel 2017,  all’ingresso del nucleo del paese sono stati identificati depositi alluvionali, alcuni dei quali con tracce di occupazione antropica, attestate da frammenti di ceramica e di bronzo, strutture murarie, focolari e probabili buche di palo da riferire all'età del Ferro.  Questo primo livello di occupazione era caratterizzato da un'imponente struttura muraria a forma di "L", ipotizzabile con funzione di cinta o di contenimento delle acque fluviali presenti in zona.

## Storia

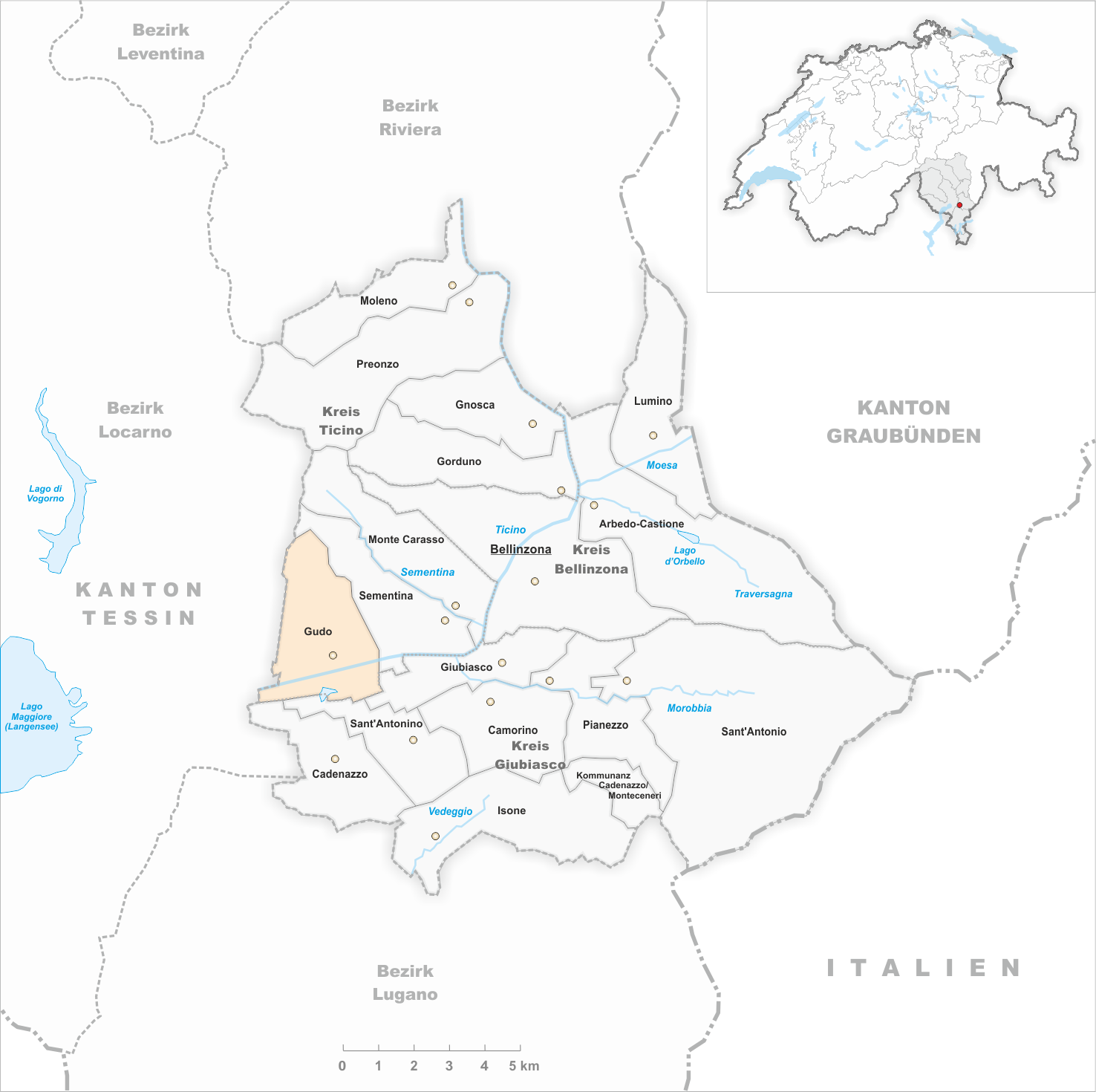
Il territorio del comune di Gudo prima degli accorpamenti comunali del 2017

Fino al 1º aprile 2017 è stato un comune autonomo che si estendeva per 9,9 km²; il 2 aprile 2017 è stato accorpato al comune di Bellinzona assieme agli altri comuni soppressi di Camorino, Claro, Giubiasco, Gnosca, Gorduno, Moleno, Monte Carasso, Pianezzo, Preonzo, Sant'Antonio e Sementina.

## Monumenti e luoghi d'interesse

### Architetture religiose
- Chiesa di Santa Maria a Progero[4];

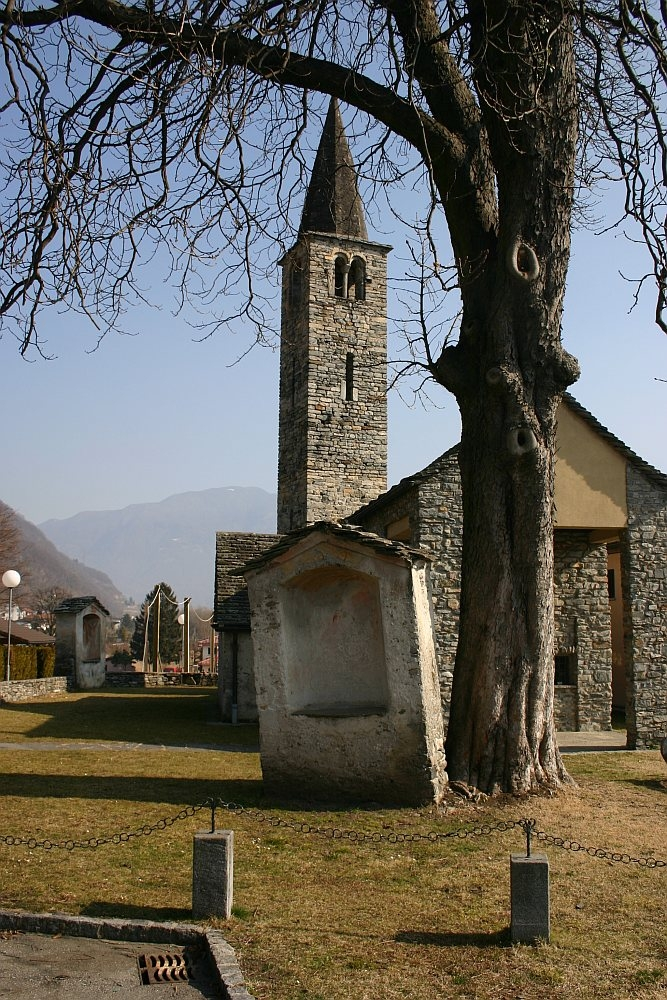
La chiesa di Santa Maria

- Chiesa parrocchiale di San Lorenzo[5];
- Oratorio dei Santi Nazario e Celso, che sorge sulla montagna di Gudo, tra Gudo e Progero, con intorno case coloniche dei secoli XVII-XVIII. Un robusto muro a secco, attraversato da una scalinata che conduce all'oratorio, circonda il sagrato. All'edificio, menzionato nel 1482 e trasformato nel XVII secolo, introduce un portico a pilastri; due campanili a vela sovrastano la facciata. L'abside è decorata a stucchi e affreschi dell'inizio del XVII secolo raffiguranti l'Adorazione dei Magi e la Fuga in Egitto[senza fonte].

### Architetture civili
- Casa Resinelli detta "La Monda", sulla strada cantonale, è un'ampia casa signorile con porticati e loggia del XVII secolo, situata all'interno di un vasto parco con scuderie. Le facciate sono arricchite con finte architetture e motivi decorativi a graffito di Domingo Saporiti[senza fonte];
- Casa Antognini[senza fonte];
- Resti dell'attracco portuale sul fiume Ticino[senza fonte];
- Capanna Alpe d'Orino, rifugio situato a 1 400 m s.l.m.[6].

## Società

### Evoluzione demografica
L'evoluzione demografica è riportata nella seguente tabella:
Abitanti censiti

## Amministrazione
Ogni famiglia originaria del luogo fa parte del cosiddetto comune patriziale e ha la responsabilità della manutenzione di ogni bene ricadente all'interno dei confini della frazione.